# Rally de La Coruña de 1996
El Rally de La Coruña de 1996 fue la decimocuarta edición y la décima cita de la temporada 1996 del Campeonato de España de Rally. Se celebró del 19 al 20 de octubre y contó con un itinerario de dieciséis tramos que sumaban un total de 208 km cronometrados.

## Itinerario
| Día   | Tramo | Nombre       | Distancia | Ganador                            | Tiempo | Líder        |
| ----- | ----- | ------------ | --------- | ---------------------------------- | ------ | ------------ |
| Día 1 | TC1   | Monfero      | 18.09 km  | Jaime Azcona                       | 11:51  | Jaime Azcona |
| Día 1 | TC2   | Doroña       | 11.94 km  | Jaime Azcona                       | 8:07   | Jaime Azcona |
| Día 1 | TC3   | Villozas     | 6.76 km   | Luis Climent                       | 4:38   | Jaime Azcona |
| Día 1 | TC4   | Aranga       | 11.62 km  | Jaime Azcona                       | 8:11   | Jaime Azcona |
| Día 1 | TC5   | Monfero      | 18.09 km  | Jaime Azcona                       | 11:43  | Jaime Azcona |
| Día 1 | TC6   | Doroña       | 11.94 km  | Jaime Azcona                       | 7:58   | Jaime Azcona |
| Día 1 | TC7   | Villozas     | 6.76 km   | Luis Climent Jaime Azcona          | 4:41   | Jaime Azcona |
| Día 1 | TC8   | Aranga       | 11.62 km  | Luis Climent Jaime Azcona          | 8:06   | Jaime Azcona |
| Día 1 | TC9   | Rus          | 7.18 km   | Jaime Azcona                       | 5:01   | Jaime Azcona |
| Día 1 | TC10  | A Tablilla   | 12.97 km  | Jaime Azcona                       | 8:30   | Jaime Azcona |
| Día 1 | TC11  | Meirama-Zalo | 20.98 km  | Luis Climent                       | 13:52  | Luis Climent |
| Día 1 | TC12  | Soandres     | 14.86 km  | Luis Climent                       | 10:16  | Luis Climent |
| Día 1 | TC13  | Rus          | 7.18 km   | Luis Climent Miguel Martínez-Conde | 5:20   | Luis Climent |
| Día 1 | TC14  | A Tablilla   | 12.97 km  | Miguel Martínez-Conde              | 8:58   | Luis Climent |
| Día 1 | TC15  | Meirama-Zalo | 20.98 km  | Luis Climent                       | 14:28  | Luis Climent |
| Día 1 | TC16  | Soandres     | 14.86 km  | Luis Climent                       | 10:46  | Luis Climent |

## Clasificación final
| Pos. | Piloto                | Copiloto                 | Automóvil               | Tiempo  | Diferencia |
| ---- | --------------------- | ------------------------ | ----------------------- | ------- | ---------- |
| 1.   | Luis Climent          | José Antonio Muñoz       | Citroën ZX 16V          | 2:22:52 | 0.0        |
| 2.   | Miguel Martínez-Conde | Javier López             | Renault Clio Williams   | 2:26:33 | +3:41      |
| 3.   | Germán Castrillón     | Estrella Castrillón      | Ford Escort RS Cosworth | 2:27:28 | +4:36      |
| 4.   | Gabriel Méndez        | Felipe Mercader          | Citroën ZX 16V          | 2:34:50 | +11:58     |
| 5.   | Sergio Vallejo        | Diego Vallejo            | Citroën ZX 16V          | 2:35:39 | +12:47     |
| 6.   | Manuel Muniente       | Joan Ibáñez              | Peugeot 106 Rallye      | 2:36:00 | +13:08     |
| 7.   | Arturo Rial           | Juan Carlos Arias        | Citroën ZX 16V          | 2:38:19 | +15:27     |
| 8.   | Javier Piñeiro        | Manuel Ferreiro          | Peugeot 106 XSi         | 2:39:07 | +16:15     |
| 9.   | Santi Concepción      | Germán Bello             | Peugeot 106 Rallye      | 2:41:50 | +18:58     |
| 10.  | Roberto Solís         | Francisco Javier Álvarez | Peugeot 106 Rallye      | 2:42:40 | +19:48     |